# Wyszki (województwo wielkopolskie)
Wyszki – wieś w Polsce położona w województwie wielkopolskim, w powiecie jarocińskim, w gminie Kotlin.
W latach 1975–1998 miejscowość należała administracyjnie do województwa kaliskiego.
Według danych z 2011 roku liczba ludności wsi wynosi 413 osób.